# Уайатт, Кимберли
Кимберли Кей Уайатт (англ. Kimberly Kaye Wyatt, род. 4 февраля 1982) — американская певица, танцовщица, хореограф и телеведущая, больше всего известная как бывшая вокалистка группы The Pussycat Dolls. Уайатт присоединилась к группе в 2003 году, а в 2010 объявила о своем выходе, чтобы продолжить карьеру в своей новой группе Her Majesty & The Wolves.

## Ранние годы
Уайатт родилась в Уорренсберге, Миссури, небольшом городке неподалёку от Канзас-Сити. Начала танцевать в возрасте семи лет. В возрасте 14 лет Уайатт получила стипендию на обучение в балетной труппе Джоффри Балле в Нью-Йорке и танцевальном Бродвее. В возрасте семнадцати лет окончила среднюю школу и переехала в Лас-Вегас, там она прошла прослушивание для шоу на круизных судах и казино. Она работала на ревю Royal Caribbean’s of the Seas в течение двух лет.

## Карьера

### 2001—2010: Начало карьеры и The Pussycat Dolls
В 2001 году Кимберли переехала в Лос-Анджелес, несмотря на предложение Hubbard St. Dance Co, выступать с ними. В 2002 году Уайатт стала одним из танцоров на комедийном скетч-шоу, Cedric the Entertainer Presents as a Cedsation. В 2003 году она снялась в клипе Ника Лаше. Робин Антин была хореографом для этого видео, именно здесь она заметила Кимберли, и предложила присоединиться к The Pussycat Dolls. Во многих клипах The Pussycat Dolls, Уайатт делает стоячий шпагат, это считается её коронным движением.
В 2008 году группа вернулась с новым синглом When I Grow Up, который стал ещё одним хитом и во многих странах попал в топ-10. Ещё один сингл Whatcha Think About That совместно с Мисси Эллиотт имел умеренный успех на международном уровне. Сам альбом Doll Domination был выпущен 19 сентября 2008 года и дебютировал на четвёртом месте в Billboard 200, с 80000 проданных копий в первую неделю релиза. По всему миру продано более пяти миллионов копий альбома. Ещё три успешных сингла были выпущены с альбома — I Hate This Part: Bottle Pop совместно с рэпером Снуп Догом, Jai Ho (You Are My Destiny) и Hush Hush. Группа отправилась в мировой тур под названием Doll Domination Tour в начале 2009 года. Для делюкс версии альбома Кимберли записала свою первую сольную песню Don't Wanna Fall In Love, которую впоследствии исполняла в туре. После Джессики Сатты, Уайатт была следующая кто объявил о своем уходе из группы. Она сказала что The Pussycat Dolls сделали для неё очень много, и дали почву для того, чтобы продолжать своё творчество, но уже сольно.

### 2010—настоящее время: Got To Dance и Her Majesty & The Wolves
Кимберли стала одним из трёх судей на танцевальном шоу Got To Dance вместе с Эшли Банджо и Адамом Гарсия. В сентябре 2010 года было объявлено, что шоу вернется на второй сезон. Вместе с певцом Аггро Сантосом она записала трек Candy, который пользовался популярностью, а также был саундтреком к фильму «Уличные танцы 3D». Песня дебютировала под номером 5 в британском хит-параде.
В 2010 году Уайатт образовала группу Her Majesty & The Wolves, их первый альбом 111 был выпущен в Великобритании 11 июля 2011 года. Вскоре группа прекратила своё существование. В январе 2013 Уайатт объявила, что её дебютный сингл Derrier уже скоро выйдет, однако он так и не был выпущен. Но в одном из эпизодов шоу Got To Dance она исполнила номер с этой песней.

## Личная жизнь
С 22 февраля 2014 года Кимберли замужем за моделью Максом Роджерсом, с которым она встречалась 3 года до их свадьбы. У супругов есть две дочери — Уиллоу Джейн Роджерс (род.02.12.2014), и Мэйпл Лайла Роджерс (род.24.08.2017).

## Фильмография
| Год       |   | Русское название                   | Оригинальное название            | Роль                      |
| --------- | - | ---------------------------------- | -------------------------------- | ------------------------- |
| 2002      | с | Седрик «Развлекатель» представляет | Cedric the Entertainer Presents  | танцовщица                |
| 2004      | ф | Убойная парочка: Старски и Хатч    | Starsky and Hutch                | танцовщица в ночном клубе |
| 2004      | ф | Из 13 в 30                         | 13 Going on 30                   | танцовщица                |
| 2005      | ф | Будь круче!                        | Be Cool                          | Pussycat Doll             |
| 2009—2011 | с | Бедный Пол                         | Poor Paul                        | Флейта                    |
| 2010—2011 | с | Биг Тайм Раш                       | Big Time Rush                    | Кимберли                  |
| 2007—2012 | с | Остров отчаянных героев            | Total Drama Island               | Кэти                      |
| 2013      | с | —                                  | Lemon La Vida Loca               | в роли самой себя         |
| 2016      | с | Убийство в Саксессвиле             | Murder in Successville           | помощница                 |
| 2016      | с | —                                  | The Keith and Paddy Picture Show | Пенни                     |